# 新井田川 (山形県)
新井田川（にいだがわ）は、山形県酒田市を流れる二級河川。山形県が管理する二級河川である。
新井田川水系は平田川・境川・寺田川・幸福川・豊川（新井田川を合わせて6河川）からなる。
流域の東部は出羽丘陵の山地部で、西部は出羽山地と日本海の間に扇状地として発達した広大で肥沃な庄内平野の低平地が拡がり、流末には酒田市が位置している。低平地部は海抜高度が低いこともあり、河川勾配も緩く流れも緩やかである。酒田市周辺には田園地帯が広がっており、山形県の一大穀倉地帯である。
流域の8割は平地であり、川幅が狭く勾配も緩やかなため、降雨の度に増水し河畔の耕地・家屋は永くその被害に遭い、氾濫面積は実に1,780町歩に及ぶ。ここにおいて新井田川改修に対する関係地区民の切実な願いは、昭和24年ようやく県営事業としての抜本的な改修工事として実現される。当初は舟止までが施工区間とされたが、地域経済の発展とともに流域の開発には目覚ましいものがありさらに上流の開発が必要となってきた。
昭和37年に新井田川改修促進期成同盟会が結成され、上流及び支川改修工事実現のため地域を挙げてその運動を展開した。
昭和41年中流部の改修工事に着手、さらに支川平田川、境川、寺田川、本川上流部へと新規着工が進められた。
新井田川の源流は生石付近であり、矢流川と呼ばれていたが、改修工事を機会に本流の名称は全体が新井田川と統一された。
新井田川の河口は酒田市の東側（クリーンセンター前）から右、幸福川に分流し北に流れ豊川に入り北港に出る河口と、クリーンセンター前から左に流れ酒田本港へ流れる河口がある。